# Zagórcze (Kamień)
Zagórcze – część wsi Kamień w Polsce, położona w województwie małopolskim, w powiecie krakowskim, w gminie Czernichów.
W latach 1975–1998 Zagórcze administracyjnie należało do województwa krakowskiego.